# Arc de la Piété
L'arc de la Piété (en latin : Arcus Pietatis) est un arc de triomphe romain situé sur le Champ de Mars.

## Localisation
L'arc se tient au nord du Panthéon, peut-être inclus dans le portique entourant la cour devant le temple, entre les thermes de Néron et d'Alexandre et le temple de Matidia. Il est cité dans les Mirabilia comme étant lié au temple d'Hadrien et comme étant situé près des églises Santa Maria in Aquiro et Maddalena. Il est possible qu'il s'agisse d'une des entrées monumentales d'un portique de la zone, celui entourant la cour au nord du Panthéon, le temple de Matidia ou le temple d'Hadrien. Il paraît peu probable qu'il s'agisse d'une structure libre placée au centre d'une esplanade. La localisation précise de l'arc demeure problématique à cause du fait qu'après le XIe siècle, plusieurs arcs de Rome sont renommés Arcus Pietatis, augmentant les risques de confusion.

## Histoire
L'arc a été identifié par l'archéologue Rushforth comme étant celui dédié à Auguste dont la construction a été initialement prévue sur le Forum Romain par décret du Sénat en 29 av. J.-C. mais qui n'aurait finalement pas été érigé sur le Forum mais déplacé sur le Champ de Mars.

## Description
Un des reliefs décorant l'arc représenterait une femme implorant Trajan, une scène à l'origine d'une légende dont une version apparaît dans l'œuvre de Dante.